# Homerův tým
Homerův tým (v anglickém originále Team Homer) je 12. díl 7. řady (celkem 140.) amerického animovaného seriálu Simpsonovi. Scénář napsal Mike Scully a díl režíroval Mark Kirkland. V USA měl premiéru dne 7. ledna 1996 na stanici Fox Broadcasting Company a v Česku byl poprvé vysílán 18. listopadu 1997 na stanici ČT1.

## Děj
Homer a jeho spoluhráči – Vočko, Apu a Otto – si nemohou dovolit zaplatit poplatek 500 dolarů za účast v kuželkářské lize. Homer požádá svého šéfa, aby tým sponzoroval, zatímco je pod vlivem léků, a tak pan Burns nevědomky podepíše šek. Nově pojmenovaní Pin Pals se přihlásí do soutěže v kuželkách. Porazí tři týmy a postoupí na druhé místo ve své lize. Když se pan Burns probere z omámení, zjistí, že vypsal šek Homerovi, a trvá na tom, že se připojí k Pin Pals a nahradí Otta. Homer a tým se obávají, že o mistrovství přijdou, protože Burns je kvůli své křehké postavě hrozný kuželkář. 
Burns před mistrovským zápasem daruje Pin Pals nová kuželkářská trička. Dvě kuželky od vítězství je Burns na dráze na řadě. Když Otto omylem převrhne hrací automat, vibrace srazí kuželky a Pin Pals vyhrají. Zatímco tým slaví, Burns si vezme trofej a nechá si ji pro sebe. Homer se za povzbuzování spoluhráčů pokusí vloupat do Burnsova sídla, aby trofej získal zpět; to skončí katastrofálně, když Burns vypustí psy a Homera tím těžce potrápí. 
Ve škole mezitím podnítí Bartovo nažehlené tričko s nápisem „Pryč s domácími úkoly“ studentskou vzpouru, a tak ředitel Skinner, aby zabránil dalšímu podobnému incidentu, donutí studenty nosit uniformy. Skinner Bartovi vysvětlí, že tato trička měla za následek i jeho zajetí Vietkongem během vietnamské války, kde se v zajateckém táboře musel živit dušenou rybou se zeleninou a že se přiblížil šílenství, když se doma snažil najít její recept. Nový kodex oblékání studenty demoralizuje, dokud uniformy nepromočí dešťová přeháňka, která způsobí, že jejich šedé barvivo proteče a oddělí se do živých barevných vzorů kravaty, které oživí náladu studentů a neúctu ke Skinnerově autoritě.

## Produkce
Autorem epizody je Mike Scully. V té době hrál často bowling a jednoho dne při hře přišel s nápadem na Homerův tým. Nápad na školní zápletku přišel později při natáčení, když škola, do které chodily jeho děti, uvažovala o zavedení školních uniforem. Scully i jeho děti byli proti, a tak se rozhodl, že to do epizody vloží.
Bývalý showrunner Simpsonových David Mirkin si myslel, že epizoda byla „opravdu zábavná“, protože v ní bylo „hodně postav“ a obsahovala „spoustu úžasné animace“. Mirkinovi se líbilo, že diváci mohli vidět, jak se jednotlivé postavy párují. „Je docela fajn vidět je, jak se takhle poflakují. Zejména Homerova skupina, která má nějaké pěkné emoce a opravdu se jako skupina spojí,“ komentoval Mirkin.
Epizodu režíroval Mark Kirkland. Když si poprvé přečetl scénář, myslel si, že výzvou dílu je, že téma bowlingu už bylo zpracováno v epizodě první řady Ve víru vášně. Protože to bylo již dříve, cítil Kirkland tlak, aby bowlingová dráha vypadala „opravdu dobře“. Kirkland a jeho tým animátorů Simpsonových ve společnosti Film Roman se všichni vydali do místní bowlingové herny a poobědvali tam. Prohlédli si celou dráhu, aby se inspirovali, a nakreslili náčrtky. Díl Ve víru vášně pojednává o tom, jak se Marge zamiluje do Jacquese, francouzského instruktora bowlingu. Mirkin upozorňuje, že Jacques se v této epizodě krátce objeví, ale bez mluvené role. S nemluvenými rolemi se objevují také Mindy Simmonsová, Lurleen Lumpkinová a princezna Kašmíra, tři ženy, které málem rozbily manželství Marge a Homera.
Mirkin na epizodu vzpomínal „velmi rád“, protože po jejím dokončení dostal štáb jako dárek bowlingové koule Simpsonových na míru, bowlingové tašky a trička Pin Pal. Scully řekl, že bowlingové koule byly „opravdu skvělé“, protože byly žluté a měly na sobě logo Simpsonových.
Doris Grauová, vedoucí scénáře seriálu a hlas kuchařky Doris, zemřela 30. prosince 1995 v nemocnici v Los Angeles v Kalifornii na selhání dýchacích cest. Homerův tým byl jedním z posledních dílů, kde zazněl její hlas, a obsahoval věnování právě jí.
V jedné scéně Homer říká Marge: „Byli jsme tak blízko vítězství v šampionátu. Teď se to kvůli Burnsovi nikdy nestane. A to jsem strávil tolik času stavbou té vitríny na trofeje.“. Scéna pak ukazuje vitrínu s trofejemi, v níž je Oscar, kterého Homer ukradl. V původním vysílání stanice Fox bylo v nápisu na Oscaru uvedeno jméno Haing S. Ngor. V americké syndikaci a na DVD sedmé řady bylo jméno změněno na Don Ameche (který získal cenu za film Cocoon). Ngor, který získal Oscara za nejlepší mužský herecký výkon ve vedlejší roli za film Vražedná pole z roku 1984, byl zavražděn 25. února 1996, mezi původním a syndikovaným vysíláním. Producenti se obávali, že by syndikovaná epizoda naznačovala, že Homer zavraždil Ngora, aby ukradl sošku.

## Kulturní odkazy
Bart a Milhouse si koupí číslo časopisu Mad. Bart si také na jedno ze svých triček nažehlí nápis Mad „Pryč s domácími úkoly“, což ve škole vyvolá kontroverzi. Milhouse je šokován, když vidí nové školní uniformy, a spadne mu čelist, což je vtip typu Woodyho Allena. Závěrečná scéna bowlingu je podobná závěrečné scéně golfu ve filmu Caddyshack z roku 1980. Homer odkazuje na píseň „Mr. Roboto“ od skupiny Styx. Vočkův neúspěšný pokus odstavit pana Burnse na vedlejší kolej úderem páčidlem do nohy je proveden podobně jako pokus Shanea Stanta v roce 1994 odstavit krasobruslařku Nancy Kerriganovou fyzickým napadením.

## Přijetí
V původním vysílání skončil díl v týdnu od 1. do 7. ledna 1996 na 58. místě v žebříčku sledovanosti s ratingem Nielsenu 9,4. Epizoda byla čtvrtým nejlépe hodnoceným pořadem na stanici Fox v daném týdnu, po seriálech Akta X, Beverly Hills 90210 a Ženatý se závazky.
Po odvysílání epizoda získala od televizních kritiků převážně pozitivní hodnocení. 
Stanice MSNBC díl označila za pátou nejlepší epizodu seriálu. Chválili, jak epizoda využila Burnsovy fyzické slabosti pro zasmání, a Homerovu hlášku; „Někteří lidé se asi nikdy nezmění. Nebo se rychle změní a pak se zase rychle změní.“.
Colin Jacobson z DVD Movie Guide uvedl, že k jeho překvapení „zápletka s dress codem funguje nejlépe“. Líbil se mu výsměch časopisu Mad a „přehnaný důraz na to, jak narušuje vzdělávací proces“. Jacobson si myslel, že zápletka s bowlingem má také spoustu „pěkných momentů“ a „ty dohromady tvoří solidní podívanou“.
Jennifer Malkowski z DVD Verdictu udělila dílu hodnocení A−. Mirkin označil epizodu za „vynikající“ a pochválil Scullyho „skvělý“ scénář.
Epizodu kritizovali autoři knihy I Can't Believe It's a Bigger and Better Updated Unofficial Simpsons Guide Warren Martyn a Adrian Wood, kteří uvedli, že je jednou z jejich nejméně oblíbených dílů. Zápletka se školní uniformou byla podle nich „mnohem uspokojivější než příběh o bowlingu“. Dodali, že scéna, ve které Martin a Líza modelují nové uniformy, je vrcholem epizody.